# Scouting for Girls
Scouting for Girls är en brittisk popgrupp baserad i London. Gruppen bildades 2005 av barndomsvännerna Roy Stride (sång, piano), Greg Churchouse (basgitarr) och Peter Ellard (trummor). Namnet anspelar på Robert Baden Powells första handbok i scouting, Scouting for Boys. Den 14 februari 2007 skrev bandet kontrakt med skivbolaget Epic Records (som är en del av Sony BMG).

## Scouting for Girls (album), 2007
Första EP:n It's not about you släpptes 25 juni 2007. Första albumet Scouting for Girls släpptes 20 september 2007 och nådde förstaplatsen på Engelska albumlistan. Från det albumet har det släppts sex singlar: "She's So Lovely" (2007), "Elvis Ain't Dead" (2007), "Heartbeat" (2008), "It's Not About You" (2008), "I Wish I Was James Bond" (2008) och "Keep on Walking" (2009).

## Everybody wants to be on TV, 2010
Andra albumet Everybody Wants to Be on TV släpptes 12 april 2010. Tidigare, 26 mars, hade det släppts en singel, "This Ain't a Love Song" vilken nådde stora framgångar och följdes upp 1 juli av andra singeln "Famous". 
Den 10 juli 2011 släpptes singeln "Love How It Hurts" med b-sidan "Happy Ever After".

## The Light Between Us och Greatest Hits, 2012 – 2013
Tanken var att släppa ett Greatest Hits-album redan 2012, men istället släppte man tredje albumet The Light Between Us i Storbritannien 3 september 2012. Till skillnad från de två första albumen släpptes det aldrig på den svenska marknaden. På grund av släppet av The Light Between Us sköts Greatest Hits-albumet fram ett år och släpptes med några nya låtar för den brittiska marknaden 29 juli 2013. Inte heller denna släpptes på den svenska marknaden.

## Nomineringar
De var nominerade till "Best New Act" på MTV Europe Music Awards 2008, tre BRIT Awards 2009 samt en BRIT Award för Best brittish single 2011 för "This Ain't a Love Song".

## Övrigt
2010 var låten "Take a Chance" (från albumet Everybody Wants to Be on TV) med i den nederländska filmen The Loft. 
Bandet har turnerat i länder som Nederländerna, Australien, Tyskland, Irland, Japan och USA, förutom det stora antal spelningar de gjort i hemlandet. Deras fans kallas "Wolfcubs" och refereras av dem själva som "bandets fjärde medlem".

## Medlemmar
Nuvarande medlemmar
- Roy Stride – sång, gitarr, keyboard, piano (2005–)
- Greg Churchouse – basgitarr, bakgrundssång (2005–)
- James Rowlands – trummor (2018–)

Tidigare medlemmar
- Pete Ellard – trummor, bakgrundssång, percussion (2005–2018)

Turnerande medlemmar
- Peter Clements – gitarr (2007–2010)
- Matt Simmons – keyboard (2010)
- Jamie O'Gorman – gitarr (2010–2017)
- Andy Bulge – fagott (2010–2014)

## Diskografi
Studioalbum
- 2007 – Scouting for Girls
- 2010 – Everybody Wants to Be on TV
- 2012 – The Light Between Us
- 2015 – Still Thinking About You

EPs
- 2007 – It's Not About You
- 2010 – Famous
- 2010 – iTunes Festival: London 2010
- 2010 – Don't Want to Leave You
- 2013 – Make That Girl Mine

Singlar (topp 100 på UK Singles Chart)
- 2007 – "She's So Lovely" (#7)
- 2007 – "Elvis Ain't Dead" (#8)
- 2008 – "Heartbeat" (#10)
- 2008 – "It's Not About You" (#31)
- 2008 – "I Wish I Was James Bond" (#40)
- 2010 – "This Ain't a Love Song" (#1)
- 2010 – "Famous" (#37)
- 2010 – "Don't Want to Leave You" (#69)
- 2011 – "Love How It Hurts" (#17)
- 2012 – "Summertime In the City" (#73)
- 2013 – "Millionaire" (#52)

Samlingsalbum
- 2013 – Greatest Hits
- 2017 – Ten Add Ten